# Wappen Liberias
Das Wappen Liberias wurde in seiner heutigen Form am 16. Juli 1847 eingeführt.

## Gestaltung des Wappens
Eingefasst von einem goldenen Schild sind eine Küstenlandschaft mit aufgehender Sonne und einem Schiff, das wohl aus der Zeit des 19. Jahrhunderts stammt, zu sehen. Im Vordergrund befinden sich außerdem ein Pflug und eine Schaufel, die im grünen Boden neben einer Palme stecken, sowie eine Nachricht überbringende weiße Taube.
Ober- und unterhalb des Schildes sind auf zwei Schriftbändern der Wahlspruch des Landes (The love of liberty brought us here – Die Liebe zur Freiheit brachte uns hierher) sowie der Landesname (Republic of Liberia – Republik Liberia) abgebildet.

## Bedeutung der Symbole
Der Schild soll die Entstehungsgeschichte des Staates Liberia beschreiben: Zwar wurde die so genannte Pfefferküste schon im 15. Jahrhundert vom portugiesischen Seefahrer Bartolomeu Dias entdeckt, doch eine europäische Besiedelung dieses Landstriches blieb aus – erst 1822, sechs Jahre nach der Gründung der American Colonization Society, die die Ansiedelung von in den Vereinigten Staaten freigelassenen schwarzen Sklaven zum Ziel hatte, erreichten die ersten dieser Siedler das Gebiet. Sie kamen mit Segelschiffen ähnlich dem auf dem Wappen gezeigten von Amerika nach Afrika. Hierher rührt auch der Wahlspruch des Landes. Die weiße Taube, die am oberen Bildrand zu sehen ist, steht als Symbol für eine Botschaft des Friedens und guten Willens an andere Staaten.